# Фостер Брук (Пенсилванија)
Фостер Брук (енгл. Foster Brook) насељено је место без административног статуса у америчкој савезној држави Пенсилванија.

## Демографија
По попису из 2010. године број становника је 1.251.
| Група             | 2000.    | 2010.         |
| Белци             | 0 (0,0%) | 1.216 (97,2%) |
| Афроамериканци    | 0 (0,0%) | 3 (0,2%)      |
| Азијати           | 0 (0,0%) | 8 (0,6%)      |
| Хиспаноамериканци | 0 (0,0%) | 12 (1,0%)     |
| Укупно            | 0        | 1.251         |